# Marlahalli, Molakalmuru
Marlahalli là một làng thuộc tehsil Molakalmuru, huyện Chitradurga, bang Karnataka, Ấn Độ.